# Município de Chardon (condado de Geauga, Ohio)
Localização do Ohio nos E.U.A.
O município de Chardon (em inglês: Chardon Township) é um local localizado no condado de Geauga no estado estadounidense de Ohio. No ano 2010 tinha uma população de 4585 habitantes e uma densidade populacional de 77,61 pessoas por km².

## Geografia
O município de Chardon encontra-se localizado nas coordenadas 41° 37′ 05″ N, 81° 15′ 00″ O. Segundo a Departamento do Censo dos Estados Unidos, o município tem uma superfície total de 59.08 km², da qual 58,74 km² correspondem a terra firme e (0,57 %) 0,33 km² é água.

## Demografia
Segundo o censo de 2010, tinha 4585 pessoas residindo no município de Chardon. A densidade de população era de 77,61 hab./km².